# سرخیو باریلا
سرخیو باریلا (انگلیسی: Sergio Barila؛ زادهٔ ۱۵ مارس ۱۹۷۳) بازیکن فوتبال اهل گینه استوایی است.
از باشگاه‌هایی که در آن بازی کرده‌است می‌توان به باشگاه فوتبال لوانته، باشگاه خیمناستیک تاراگونا، باشگاه فوتبال ختافه، و باشگاه فوتبال والنسیا اشاره کرد.
وی همچنین در تیم ملی فوتبال گینه استوایی بازی کرده‌است.